# Lepidosphaera hindei
Lepidosphaera hindei är en svampdjursart som beskrevs av Claude Lévi 1979. Lepidosphaera hindei ingår i släktet Lepidosphaera och familjen Coelosphaeridae.
Artens utbredningsområde är havet kring Nya Kaledonien. Inga underarter finns listade i Catalogue of Life.